# 5627 Short
5627 Short è un asteroide della fascia principale. Scoperto nel 1991, presenta un'orbita caratterizzata da un semiasse maggiore pari a 1,8779310 au e da un'eccentricità di 0,0209493, inclinata di 26,35090° rispetto all'eclittica.